# Беннетт, Уильям Ралф
Уильям Ралф Беннетт (1930—2008) — американский физик.
В 1952—1957 годах работал в Колумбийском университете, в 1957—1959 годах — в Йельском, в 1959—1962 годах — в Bell Labs. С 1962 года — профессор Йельского университета.
Исследования по физике газовых лазеров и атомной физике. В 1960 году совместно с А. Джаваном и Д. Хэрриотом построил первый газовый лазер на смеси гелия и неона. В 1962 году с П. Киндлманом — лазер с магнитострикционной настройкой. В 1962 году получил для гелий-неоновой системы выражение для величины среднего усиления при оптимальных условиях.
В 1959 году указал процессы в разряде в чистом неоне, которые можно использовать для получения усиления, и в 1962 году впервые наблюдал оптическое усиление в разряде в чистом неоне. Предложил лазер на смеси неон — кислород (с Джаваном) и на смеси аргон — кислород (с К. Пателом). В 1962 году разработал метод отрицательной обратной связи для долговременной стабилизации частоты лазера (метод Беннетта).
В 1962 году постулировал существование провалов в кривой усиления на частотах генерации и обнаружил (1963) их совместно с Джаваном и У.Лэмбом. В 1964 году разработал метод стабилизации частоты лазера, основанный на зависимости частоты генерации от амплитуды поля. В том же году предложил механизм образования инверсной заселенности в ионном аргоновом лазере и независимо от У. Бриджеса и др. получил импульсную лазерную генерацию в ионизированном аргоне.